# Lijst van voetbalinterlands China - Roemenië
Deze lijst van voetbalinterlands is een overzicht van alle officiële voetbalwedstrijden tussen de nationale teams van China en Roemenië. De landen speelden tot op heden twee keer tegen elkaar. De eerste ontmoeting, een vriendschappelijke wedstrijd werd gespeeld in Iaşi op 29 juli 1984. Het laatste duel, eveneens een vriendschappelijke wedstrijd, vond plaats op 31 juli 1984 in Buzău.

## Wedstrijden
| № | Plaats | Datum        | Competitie        | Wedstrijd        | Uitslag |
| - | ------ | ------------ | ----------------- | ---------------- | ------- |
| 1 | Iaşi   | 29 juli 1984 | Vriendschappelijk | Roemenië − China | 4 − 2   |
| 2 | Buzău  | 31 juli 1984 | Vriendschappelijk | Roemenië − China | 1 − 0   |

## Samenvatting
| Competitie        | Totaal gespeeld | Winst China | Gelijk | Winst Roemenië | Doelsaldo China – Roemenië |
| ----------------- | --------------- | ----------- | ------ | -------------- | -------------------------- |
| Vriendschappelijk | 2               | 0           | 0      | 2              | 2 − 5                      |
| Totaal            | 2               | 0           | 0      | 2              | 2 − 5                      |

Wedstrijden bepaald door strafschoppen worden, in lijn met de FIFA, als een gelijkspel gerekend.